# Put do uništenja (2002.)
Put do uništenja (eng. Road to Perdition) povijesna je drama Sama Mendesa iz 2002. Scenarij je adaptirao David Self prema istoimenom crtanom romanu Maxa Allana Collinsa. U glavnim ulogama pojavljuju se Tom Hanks, Paul Newman, Jude Law, Tyler Hoechlin i Daniel Craig. Hanks nastupa u ulozi Michaela Sullivana, ubojice koji biva prisiljen pobjeći sa svojim sinom od kriminalne organizacije za koju je radio.
Snimanje se odvijalo na području Chicaga. Mendes, koji je prije toga dovršio hvaljeni Vrtlog života iz 1999., tražio je film s minimalnom količinom dijaloga i emocijama koje se izražavaju vizualno. Za lokacije je osmišljen "hladni izgled" kako bi se naglasila stanja likova. Snimatelj Conrad L. Hall iskoristio je osvjetljenje i okružje kako bi za film stvorio simbolizam, za što je osvojio nekoliko nagrada, uključujući Oscar za najbolju fotografiju. Put do uništenja dotaknuo se tema posljedica nasilja i odnosa oca i sina.
Film objavljen 12. srpnja 2002. dočekan je uglavnom pozitivnim recenzijama. Posebno su istaknuti fotografija, ugođaj i glavne izvedbe Newmana (kojem je to bilo posljednje pojavljivanje na filmu) i Hanksa, iako je film kritiziran jer nije uspio uspostaviti snažnu emocionalnu povezanost s publikom na koju je ciljao.

## Radnja
Michael Sullivan, Sr. je mafijaški utjerivač dugova Johna Rooneyja, irsko-američkog kriminalnog bossa u Illinoisu tijekom Velike depresije i ere Ala Caponea. Sullivan, koji je siroče kojeg je odgojio Rooney, većinu je svojeg života radio za šefa kriminalca.
Rooney pošalje njega i svoga sina Connora da porazgovaraju s Finnom McGovernom, nezadovoljnim zaposlenikom. 12-godišnji Michael Sullivan, Jr. skriva se u očevu autu i ugleda kako Connor u naletu bijesa ubija McGoverna. Sullivan se zakune da će mu sin šutjeti, ali Connor ga odlučuje zauvijek ušutkati pokušajem ubojstva cijele obitelji. Nemilosrdno ubije Sullivanovu ženu Annie i njihova mlađeg sina Petera, ali Sullivan i Michael pobjegnu i odlaze u Chicago.
Sullivan potraži posao u Caponeovoj mafiji i od mafijaša Franka Nittija zamoli dozvolu za osvetu Connoru, koji je poslan da se skriva među njima. Ponuda biva odbijena; nakon što Rooney dozna za sastanak, dopusti Nittiju da pošalje psihopatskog ubojicu fotografa Harlena Maguirea da ubije Sullivana, a ne Michela (koji ipak završava na listi za odstrel). Maguire ih slijedi do restorana uz cestu, ali propusti priliku da se osveti Sullivanu. Uz Michaelovu pomoć, Sullivan počne pljačkati banke koje drže oprani novac Caponeove i Rooneyjeve organizacije, nadajući se da će ga moći zamijeniti za Connora.
Maguire postavi zamku uz pomoć Rooneyjeva računovođe, Alexandera Rancea. Nakon što Sullivan uđe u Ranceovu hotelsku sobu, Rance ga zadrži do Maguireova dolaska. Rance biva ubijen u pucnjavi; Maguire pada izboden djelićima stakla, ali prije pada uspijeva ustrijeliti Sullivana u ruku. Michael odvodi oca na farmu gdje stariji par bez djece pomaže Sullivanu da se oporavi. Tijekom svojeg oporavka, Sullivan otkriva (u knjigama koje je uzeo od Rancea) da je Connor godinama krao od oca, koristeći imena mrtvih članova bande kako bi prikrio svoje aktivnosti. Pri odlasku, Sullivanovi ostavljaju paru većinu novca stečenog od pljački.
Rooney se iznenadi kad ugleda Sullivana na misi. Daje do znanja kako već zna o financijskim malverzacijama te da to jedino može okončati Connorovom smrću, ali ga ipak odbija predati. Te noći, pod okriljem mraka Sullivan strojnicom ubija cijelu Rooneyjevu bandu, a nakon toga i samog Rooneyja. Vidjevši kako više nema razloga skrivati Connora jer mu je otac mrtav, Nitti otkriva Sullivanu njegovu lokaciju. Sullivan ga odmah ubija kako bi dovršio osvetu.
Sullivan odvodi Michaela u kuću na plaži njihovih rođaka u Perdition, grad na obali Jezera Michigan. Ondje ga presretne i ustrijeli Maguire, koji je preživio obračun u hotelu. Michael drži Maguirea na nišanu, ali se ne može natjerati da povuče okidač. Sullivan prekida pat-poziciju izvlačeći skriveni pištolj i ustrijeli Maguirea prije nego umire u sinovim rukama.
Nakon što je oplakao svog oca, Michael se vraća starom paru za koji se čini kako su tražili njega i Sullivana. On shvaća da je Sullivanov najveći strah bio da Michael odraste i bude isti kao on te shvaća zašto se Sullivan oslanjao na Michaelovu neodlučnost da ubije Maguirea.

## Glumci i likovi
- Tom Hanks kao Michael Sullivan, Sr.: Ubojica koji radi za Johna Rooneyja. Hanks je dobio primjerak crtanog romana Put do uništenja od Stevena Spielberga dok je snimao Brodolom života (2000.). Isprva prezauzet da bi shvatio priču, kasnije je dobio adaptirani scenarij Davida Selfa, koji ga je privukao. Hanks, otac četvero djece, opisao je ulogu Michaela Sullivana riječima: "Upravo sam dobio ovog tipa. I ako ste muškarac, i imate potomke - emocionalno, to je užasno." Hanks je u filmu portretirao Michaela Sullivana kao čovjeka koji malo govori, pogotovo stoga kako bi izbjegao prekid osjećaja samosvjesnosti.[1]
- Tyler Hoechlin kao Michael Sullivan, Jr.: Najstariji sin Michaela Sullivana, Sr. Hoechlin je izabran između 2.000 kandidata.[1] Glumac je za vrijeme snimanja imao 14 godina. Za scene u kojima njegov lik pomaže ocu u bijegu kao vozač, Hoechlina je za vožnju obučavao instruktor vožnje.[2]
- Paul Newman kao John Rooney: Kriminalni boss koji se prema Sullivanu odnosi kao zamjenskom sinu. Newman je jednoglasno izabran za ulogu.[3] Glumac se za ulogu pripremao zahtijevajući da Frank McCourt, irsko-američki autor memoara Angela's Ashes, snimi vrpcu samog sebe kako priča.[1]
- Daniel Craig kao Connor Rooney: Nestabilni i nasilni sin Johna Rooneyja, ljubomoran na odnos svoga oca i Michaela Sullivana Sr.
- Jude Law kao Harlen Maguire: Forenzički fotograf ubojica. Scenarist David Self, koji je osmislio lik Harlena Maguirea koji ne postoji u crtanom romanu, objasnio je: "Toliko je izmučen izloženošću ovom svijetu da prelazi crtu koja ga dijeli od pripovjedača do pokretača radnje."[4] Kako bi se dočaralo "blijedo držanje" lika, Lawu je na kožu nanesen žućkasti sloj te efekt izmučenih ruku koji je trebao odražavati teret rada u mračnoj komori. Na donjem zubalu je nosio presvlaku koja je dočaravala trulost zubi.[2] Lawov lik nosio je kameru koja je poslužila kao dvojni simbolizam njegovih djela umorstava. Njegov stan je prikazivao kolekciju omiljenih fotografija, od kojih su neke bile stvarne policijske slike iz tridesetih kojima se ilustrirala povijesna i autentična priroda kriminala u tom desetljeću.[5]
- Stanley Tucci kao Frank Nitti: Poručnik u službi Ala Caponea. Tucci je prije toga izbjegavao uloge u gangsterskim filmovima, vjerujući da je Hollywood stereotipizirao sve talijanske Amerikance kao gangstere. Glumac se predomislio, privučen mogućnošću suradnje s Mendesom i njegovom ekipom, te prihvatio ulogu Franka Nittija, stvarnog mafijaša iz Chicaga.[6]
- Jennifer Jason-Leigh kao Annie Sullivan: Žena Michaela Sullivana. Leigh je bila prijateljica Sama Mendesa te je nastupila u ulozi učinivši uslugu redatelju. Leigh je imala više scena u ulozi Annie Sullivan nego što je to u filmu prikazano, ali zbog vremenskog ograničenja, scene su izbačene. Kasnije su dodane na DVD izdanju.[7]
- Liam Aiken kao Peter Sullivan: Najmlađi sin Michaela Sullivana.
- Dylan Baker kao Alexander Rance: Računovođa koji vodi knjige Rooneyjeve kriminalne organizacije.
- Ciarán Hinds kao Finn McGovern: Meta koju su trebali eliminirati Sullivan i Connor Rooney, čijoj je smrti svjedočio Sullivanov sin.
- Anthony LaPaglia kao Al Capone: Zloglasni kriminalni boss. Lik je snimljen u sceni koja se nije našla u završnoj verziji,[8] ali se može naći na DVD izdanju među izbačenim scenama.[9] Uloga je ponuđena Alfredu Molini, ali on ju je bio prisiljen odbiti jer se snimanje poklapalo s onim filma Frida (2002.). Umjesto njega, angažiran je LaPaglia.[10]

## Produkcija
Kad je Max Allan Collins napisao crtani roman Put do uništenja, njegov agent je u njemu vidio potencijal koji bi postao filmska adaptacija te ga pokazao filmskom agentu. Roman je 1999. došao do Deana Zanucka, koji je bio potpredsjednik razvoja kompanije svoga oca, producenta Richarda D. Zanucka. Roman je poslan u Maroko starijem Zanucku, koji je u to vrijeme producirao Ratna pravila (2000.). Zanuckovi su se složili kako priča ima potencijala i poslali je redatelju i producentu Stevenu Spielbergu. Malo nakon toga, Spielberg je organizirao projekt u svojem studiju DreamWorks, iako nije preuzeo režiju zbog popunjenog rasporeda.
Mendes je nakon dovršetka Vrtloga života (1999.) tražio novi projekt uključujući Genijalni um, K-PAX, Vijesti iz dubine i Kratko sjećanje. DreamWorks je Mendesu poslao Put do uništenja. Mendesa je privukla priča koju je smatrao "narativno vrlo jednostavnom, ali tematski vrlo kompleksnom". Tema koju je tražio u priči bio je svijet roditelja koji je nedostupan njihovoj djeci. Mendes je smatrao kako bi tema priče trebala biti kako se djeca nose s nasiljem, te da li izloženost nasilju kasnije djecu čini nasilnom. Redatelj je opisao scenarij riječima kako "nema moralnih ekstrema", što je bio faktor koji ga je privukao.

### Scenarij
Kad je Spielberg organizirao produkciju filma u DreamWorksu, kontaktirao je scenarista Davida Selfa da adaptira crtani roman Put do uništenja Maxa Allana Collinsa u dugometražni film. Self je napisao prvotnu verziju koja je ostala dosljedna izvornom materijalu te preuzeo većinu dijaloga. Scenarij su nakon toga prepravili nepotpisani scenaristi, čime je on udaljen od originalnog predloška, ali uz ostavljanje ključnih elemenata priče. Neki od težih aspekata priče su ublaženi, pa je ona postala tečnija; na primjer, u ranim verzijama scenarija, Sullivan je postao alkoholičar, ali je taj element izostavljen u završnoj verziji.
Neka od imena likova promijenjena su u odnosu na originalni predložak: prezime stvarnih gangstera Johna Looneyja i njegova sina Connora promijenjena su u Rooney, a prezime lika Toma Hanksa i njegove obitelji pojednostavljeno je iz O'Sullivan iz romana u Sullivan. Jedan od značajnijih dodataka u produkciji filma bilo je osmišljavanje negativca filma, kojeg je portretirao Jude Law, kako bi se dodao ustrajni element potjere odlaska Sullivanovih iz starog svijeta.
Hanks i snimatelj Conrad L. Hall zahtijevali su od Mendesa da ograniči nasilje u filmu na smislene poteze, bez bezrazložnog krvoprolića.
Mendes, koji je opisao crtani roman kao "puno sočniji", tražio je načine kojima bi ograničio pozadinu romana na njegovu bit, tražeći "neverbalnu jednostavnost" filmova kao što su Bilo jednom u Americi (1984.), Pat Garrett i Billy the Kid (1973.), te filmovi Akire Kurosave u kojima manjka dijaloga. Dijalozi iz scena svađa likova iz romana svedeni su na minimum. Mendes je opisao Put do uništenja kao "poetsku, elegijsku priču u kojoj slike kazuju priču". Neverbalna scena u filmu bio je duet na klaviru Hanksova i Newmanova lika koji je zamišljen kao opis njihova odnosa bez riječi. U posljednjih 20 minuta filma, scenarij je napisan tako dan ima samo šest rečenica dijaloga.
Autor crtanog romana Max Allan Collins isprva je htio napisati adaptirani scenarij za dugometražni film, ali mu nije pružena prilika. Odlučio se povući iz procesa pisanja scenarija zbog poštovanja prema drugačijem stilu pisanja za drugačiji medij, iako je tijekom pisanja scenarija bio savjetnik. Collins je pohvalio dodatak Lawova lika te smatrao kako je manjak dijaloga bio prikladan. Pisac je pohvalio i filmsku verziju Rooneyja kao "više očinsku figuru" u odnosu prema Sullivanu.
Međutim, Collins se suprotstavio smanjenju količine psovki u scenariju, vjerujući kako bi vulgarni jezik bio prikladan eri. Osporavao je i put Sullivanova sina u filmu. U crtanom romanu, sin ubija jednom, a u filmu ne ubija nikoga. Nije se složio ni s pripovjedačkom tehnikom filma. U romanu, sin pripovijeda priču kao odrastao nakon što je postao svećenik, dok u filmu pripovijeda priču kao dječak.

### Snimanje
Prije snimanja, Mendes je htio producirati povijesni film koji bi izbjegao klišeje gangsterskog žanra. Odlučio je snimati Put do uništenja na lokaciji u centru Chicaga, četvrti Pullman kao i u čikaškom predgrađu Genevi. Oružnicu, najveću lokaciju u državi koja pruža smještaj Nacionalnoj gardi Illinoisa, studiju je ustupila Državna filmska komisija Illinoisa. Setovi su sagrađeni unutar oružnice, uključujući interijere Sullivanova obiteljskog doma i Rooneyjeva imanja. Dostupnost unutarnje lokacije omogućavala je ekipi potpunu kontrolu svjetlosnog okruženja koje je uređeno skelama.
Mendes je na osmišljavanju dizajna filma surađivao s kostimografom Albertom Wolskyjem, scenografom Dennisom Gassnerom i snimateljem Conradom Hallom. Wolsky je dizajnirao kostime koji su bili "vrlo kontrolirani, s mekim konturama i vrlo mekim siluetama". Gassner je izgradio setove koji su dočarali hladni izgled epohe. Mendes je za film htio koristiti prigušenu paletu, a koristio je crnu pozadinu i mračne setove s prigušenim zelenim i sivim tonovima. Mendes je snimao film koristeći format Super 35.
Redatelj je eksterijerne scene snimao u Illinoisu zimi i u proljeće 2001., koristeći stvarne vremenske uvjete kao što su snijeg, kiša i blato. Namjeravao je iskoristiti tmurne vremenske uvjete i hladnoću Gassnerovih vanjskih lokacija kako bi definirao emocionalna stanja likova. Pullman je postala ključna lokacija koja je odražavala temu jer je imala nekoliko okruženja, uključujući gradski povijesni Florence Hotel, koji je ekipa s lakoćom preuredila. Snimanje je završeno u lipnju 2001.

### Fotografija
Kako bi postigao osvjetljenje scena, Mendes je kao inspiraciju koristio slike Edwarda Hoppera, posebno New York Movie (1939.). Mendes i snimatelj Conrad Hall pokušavali su prenijeti slično atmosferično osvjetljenje vodeći se mantrom "manje je više". Hall je snimio široke eksterijerne scene koje su u jednom trenutku zadržavale izoštrenu dubinu polja. Hall je smatrao kako tehnika scenama pruža emocionalnu dubinu. Snimatelj je koristio i nekonvencionalne tehnike i materijale kako bi kreirao jedinstvene svjetlosne efekte. Jedna od Hallovih metoda bila je korištenje crne svile u dnevnim eksterijernim scenama kako bi filtrirao dovoljno svjetla za nijansirani izgled.
Hall je na početku filma namjerno distancirao kameru od Hanksova lika, Michaela Sullivana, kako bi dobio perspektivu Sullivanova sina, koji je nesvjestan očeve prave prirode. Hanksov lik sniman je djelomično u sjeni i kroz vrata, dok su njegovi ulasci i izlasci bili u sjeni. Kako bi se zadržala distanciranost od lika, korištene su široke leće.
Kadrovi u filmu bili su pod izravnim utjecajem okvirića u crtanom romanu ilustratora Richarda Piersa Raynera. Primjer izravnog utjecaja bila je scena u kojoj Michael Jr. iz auta gleda krajolik Chicaga, dok se krajolik grada odražava na staklu auta.
Bešavna scena od 40 sekundi u kojoj Michael Sullivan i njegov sin putuju u Chicago sa sela snimljena je pomoću vizualnih efekata. Igrani dijelovi scene snimljeni su u LaSalle Streetu, a zbog nedostatka ceste niz LaSalle Street, pozadina Balbo Drivea dodana je korištenjem vizualnih efekata.

## Teme

### Posljedica nasilja
Originalni naslov filma, Road to Perdition, ujedno je odredište Michaela Sullivana i njegova sina te eufemizam za Pakao, cesta po kojoj Sullivan ne želi da njegov sin putuje. Sullivan, koji u svojem ranom životu odabire put nasilja, smatra se neiskupljivim i traži način kako spasiti svoga sina da ga ne zadesi slična sudbina. Mendes kaže, "[Sullivan] je u bitki za dušu svoga sina. Može li se čovjek koji je vodio loš život iskupiti kroz svoje dijete?" Hanks je svoj lik opisao kao čovjeka koji je stekao udoban status kroz nasilna djela, dok je u isto vrijeme ignorirao posljedice tih djela. Kad se Sullivan suočava s posljedicama, tad se mi ubacujemo u priču, to je doslovno posljednji dan te lažne perspektive." Kako Hanksov lik u filmu ne bi opravdavao svoja nasilna djela, Mendes je u završnoj verziji izostavio scene u kojima Sullivan sinu objašnjava svoju pozadinu.
U filmu, većina se nasilnih djela događa izvan ekrana. Djela nasilja zamišljena su tako da budu brza, što odražava brzinu nasilja u stvarnom svijetu. Fokus nije bio na izravnim žrtvama vječnog nasilja, nego utjecaj nasilja na odgovornu osobu ili svjedoke djela.

### Očevi i sinovi
Put do uništenja propituje i odnos oca i sina, ne samo između Michaela Sullivana i njegova sina, nego i između Sullivana i njegova šefa, Johna Rooneyja. Sullivan istodobno idolizira i boji se Rooneyja, a Sullivanov sin osjeća isto za svog oca. Rooneyjev sin, Connor, ne posjeduje Sullivanove kvalitete iskupljenja, a Rooney je u nedoumici koga da zaštiti: svoga pravog ili zamjenskog sina. Connor je ljubomoran na odnos svoga oca sa Sullivanom, koji potiče njegove akcije, u isto vrijeme izazivajući domino efekt koji pokreće film.
Kako Sullivan skriva svoju pozadinu od svog sina, njegov pokušaj da sačuva odnos otac-sin je zapravo bolan. Tragedija se zbiva kako bi zbližila Sullivana i njegova sina. Sullivan bježi iz starog svijeta sa svojim sinom, a dječak pronalazi priliku da uspostavi snažniju vezu sa svojim ocem kakvu nikad prije nije imao. Tyler Hoechlin, koji je portretirao Michaela Jr., objasnio je: "Njegov tata počinje shvaćati da je Michael sada sve što ima i kako mu je nedostajao. Mislim da putovanje govori o tome kako otac i sin upoznaju jedan drugoga, a u isto vrijeme spoznaju sami sebe."

### Voda
Voda je poslužila kao važan tematski element u filmu. Element je uveden nakon što je redatelj početkom snimanja čuo kako su u dvadesetima čuvali leševe na ledu kako bi se spriječilo raspadanje tijela. Ideja je inkorporirana u film kako bi voda bila dovedena u vezu sa smrću.

## Reakcije
Snimanje filma završeno je u lipnju 2001., a studio je namjeravao objaviti film u Sjedinjenim Državama nakon Božića, ali u rujnu 2001. Mendes je zatražio dodatno vrijeme za montažu i glazbu za film. Premijera film u Sjedinjenim Državama nakon toga je predviđena za 12. srpnja 2002., što je bio nekonvencionalan potez uvrštavanja drame u ljetne blockbustere. Film je u prvom vikendu prikazivanja u 1.797 kina ostvario zaradu od 22.079.481 dolara. U SAD-u je ostvario ukupnu zaradu od 104.454.762 dolara, a na drugim područjima 76.546.716 dolara, odnosno ukupno 181.001.478 dolara.
Na Rotten Tomatoesu ostvario je 82 pozitivnih recenzija od njih 198. Na Metacriticu je skupljeno 36 recenzija od kojih je u prosjeku 72 od 100 bilo pozitivno. Recenzent James Bernardinelli pohvalio je Put do uništenja zbog njegove atmosfere i vizualnog dojma, no primijetio je kako likovima, osim Sullivanova sina, nedostaje emocionalne privrženosti. Bernardinelli je posebno istaknuo snimatelja Conrada Halla za njegov rad te pohvalio neužurbani ritam priče koji je mogao biti i ubrzan. Roger Ebert iz Chicago Sun-Timesa pohvalio je Hallovu fotografiju i tematsku upotrebu vode kroz cijeli film. Međutim, kao i Bernardinelli, i Ebert je osjetio kako je nedostajalo emocionalne privrženosti: "Znam da sam mu se divio, samo ne znam je li mi se svidio... Hladan je i drži nas podalje." Eleanor Ringel Gillespie iz Atlanta Journal-Constitutiona uživala je u fotografiji filma i okruženju Velike depresije, kao i u solidnim, uvjerljivim izvedbama Hanksa i Newmana. Gillespie je izrazila želju da je film potrajao malo dulje kako bi dublje pronikao u svoju emocionalnu jezgru.
Eric Harrison iz Houston Chroniclea smatrao je Put do uništenja "najbriljantnijim djelom u ovom [gangsterskom] žanru" još od 1984. i Bilo jednom u Americi. Harrisonu su se posebno svidjeli likovi iz filma, a Selfov je scenarij nazvao "tako fino izbrušenim da je priča mogla promijeniti smjerove u sekundi". Harrison je pohvalio i fotografiju, smatrajući je odgovarajućom u odnosu na emocionalni razvoj likova. Kirk Honeycutt iz Hollywood Reportera izvedbe Hanksa, Newmana i Craiga smatrao je prikladnim, dok je Lawovu nazvao "gotovo karikaturalnom". Peter Travers iz Rolling Stonea također je komplimentirao Hanksu i Newmanu za njihove izvedbe, rekavši: "[Oni] glume zajedno samopuzdanjem titana, njihovi talenti su u službi lika, nikad zvjezdanog ega." Travers je posebno istaknuo Hallovu "zadivljujuću" fotografiju i "evokativnu" glazbu skladatelja Thomasa Newmana.
Paul Clinton iz CNN-a rekao je kako Put do uništenja nije ogolio mnoštvo svojih tema. "Iako su ove duboko ljudske teme dotaknute, nisu do kraja istražene, i to potkopava osjećaj veličine kojoj ovaj film očito aspirira", rekao je Clinton. Clinton se također nije emocionalno identificirao s likovima iz filma te je dodao da je Craigov lik "jednodimenzionalan do ekstrema". Spomenuo je i kako je fotografija nadjačala priču filma, koju je nazvao "slabom". J. Hoberman iz The Village Voicea smatrao je kako je Put do uništenja "krut, a opet mekušan". Film je opisao riječima: "Akcija je pompozna, a ukupna energija balzamirana." Stephen Hunter iz The Washington Posta smatrao je kako je scenarij izgubio smjer kad su Sullivan i njegov sin pobjegli od svog starog života, ostavivši iza sebe likove i okružje koji su se svidjeli Hunteru. Huntera se nije dojmio lik Maguirea te je istaknuo klišeje u filmu.
Put do uništenja bio je nominiran za šest Oscara: za najboljeg sporednog glumca (Paul Newman), najbolju scenografiju, najbolju fotografiju (Conrad L. Hall), najbolju originalnu pjesmu (Thomas Newman), najbolji zvuk i najbolju montažu zvuka. Film je odnio jednu nagradu, za najbolju fotografiju. Film je bio nominiran i za BAFTA nagrade za najboljeg sporednog glumca (Newman), najbolju fotografiju i najbolju scenografiju, osvojivši potonje dvije. Hall je osvojio i nagradu Američkog društva snimatelja za najbolju fotografiju na filmu. U travnju 2006., časopis Empire uvrstio je Put do uništenja na 6. mjesto popisa 20 najboljih filmova snimljenih prema stripovima.

## Drugi mediji
Put do uništenja objavljen je na DVD-u 25. veljače 2003. u full screen i anamorfnoj verziji. Na izdanju su uključeni audio komentar, izbačene scene, HBO-ov dokumentarac o snimanju i foto galerija. Rad na DVD-u počeo je istog dana kad je počela produkcija filma, DVD je oblikovala suradnja redatelja, studija i produkcijske DVD ekipe. Zbog ograničenog prostora na DVD-u, izbačene scene su uvrštene umjesto DTS soundtracka. Umjesto toga, na DVD je uvršten Dolby Digital 5.1 soundtrack. Objavljeno je i posebno izdanje DVD-a s DTS i Dolby Digital soundtrackovima, na kojem je ipak izbačen dokumentarac o snimanju.
Autor crtanog romana, Max Allan Collins, angažiran je da napiše novelizaciju filmske adaptacije. Collins je prvo predao verziju koja je sadržavala 90.000 riječi, ali vlasnik licence DreamWorks zahtijevao je da autor koristi samo dijaloge iz filma, bez dodataka. Collins je nevoljko sveo novelizaciju na 50.000 riječi i kasnije izjavio kako je požalio što je pristao na taj zadatak.

## Vanjske poveznice
- Službena stranica  Arhivirana inačica izvorne stranice od 12. prosinca 2005. (Wayback Machine)
- Put do uništenja u internetskoj bazi filmova IMDb-a
- Put do uništenja (2002.) na Rotten Tomatoes
- Put do uništenja (2002.) na Box Office Mojo